# El Castro (Vega de Valcarce)
El Castro es una localidad perteneciente al municipio de Vega de Valcarce, en la comarca leonesa del Bierzo. Se encuentra ubicada al noroeste de la capital municipal, cerca del límite provincial entre León y Lugo, a una altitud aproximada de 1010 metros. Su población, en 2021, es de doce habitantes.  Administrativamente, forma, junto con Laballós, una única Entidad Local Menor.

## Historia
En 1834, cuando se realizó en España la primera división del territorio nacional en partidos judiciales, El Castro quedó adscrito al partido judicial de Villafranca del Bierzo.  En 1966 se suprimió el partido judicial de Villafranca del Bierzo y pasó a estar adscrito al partido judicial de Ponferrada.
En 1858 contaba con la categoría de lugar y 182 habitantes.
Desde el punto de vista religioso, El Castro perteneció tradicionalmente a la diócesis de Lugo hasta que, a raíz del Concordato entre España y la Santa Sede de 1953, en el que se propugnaba ajustar, en la medida de lo posible el territorio de las diócesis al de las provincias civiles, en 1955 pasó a depender de la diócesis de Astorga.

## Comunicaciones

### Carreteras
La N-VI cuenta a escasos metros del Castro con un desvío que permite el acceso a la citada localidad. También existe una carretera que, siguiendo un trazado prácticamente paralelo con el de la N-VI, comunica El Castro con las afueras de Piedrafita del Cebrero donde enlaza con la N-VI.

### Autobús
El Castro cuenta servicio regular de autobús operado por Autocares González y de la Riva a, entre otras localidades, Vega de Valcarce, Villafranca del Bierzo, Ponferrada, Piedrafita del Cebrero, Becerreá y Lugo.